# Erwin Latzko
Erwin Latzko (* 20. April 1924 in Glaserhau, Tschechoslowakei; † 6. November 2010) war ein deutscher Botaniker.

## Werdegang
Latzko studierte ab 1947 Landwirtschaft an der Technischen Hochschule München in Weihenstephan. Nach Promotion war er als wissenschaftlicher Assistent in Weihenstephan tätig. Von 1956 bis 1960 war er am Aufbau der landwirtschaftlichen Forschungsanstalt der Kalichemie in Hannover beteiligt. Nach Rückkehr nach Weihenstephan habilitierte er sich dort. Auf Einladung von Martin Gibbs verbrachte er ab 1965 zur Forschung zwei Jahre an der Brandeis University (USA). Dort setzte er sich erstmals mit Problemen des fotosynthetischen Kohlenstoffwechsels auseinander. Zurück in Weihenstephan baute er dort eine Abteilung für chemische Pflanzenphysiologie auf.
1977 folgte er einem Ruf auf den Lehrstuhl für Botanik an die Universität Münster. Gleichzeitig übernahm er als Direktor die Leitung des Botanischen Instituts und des Botanischen Gartens. Bis zu seiner Emeritierung blieb die Erforschung des pflanzlichen Kohlenstoffwechsels Schwerpunkt seiner Arbeit.
In Anerkennung seiner wissenschaftlichen Verdienste wurde er im November 1991 mit der Ehrendoktorwürde der Universität Bayreuth ausgezeichnet.

## Quelle
- Pressemitteilung der Universität Münster, 16. April 2004

| Personendaten    | Personendaten               |
| ---------------- | --------------------------- |
| NAME             | Latzko, Erwin               |
| KURZBESCHREIBUNG | deutscher Botaniker         |
| GEBURTSDATUM     | 20. April 1924              |
| GEBURTSORT       | Glaserhau, Tschechoslowakei |
| STERBEDATUM      | 6. November 2010            |